# Мушні
Му́шні — село в Україні,  у Рокитнівській селищній громаді Сарненського району Рівненської області. Населення становить 332 осіб. 
На північ від села розташований Мушнянський заказник, на захід — заповідне урочище «Мушнянське», на північний захід — заповідне урочище «Соловейки».

## Населення
За переписом населення 2001 року в селі мешкали 332 особи.

### Мова
Розподіл населення за рідною мовою за даними перепису 2001 року:
| Мова       | Відсоток |
| ---------- | -------- |
| українська | 99,70 %  |
| російська  | 0,30 %   |